# Lokalisierung (Stochastik)
In der Stochastik versteht man unter Lokalisierung das Erweitern einer Klasse von stochastischen Prozessen durch solche, die durch gezieltes Stoppen der Klasse zugehörig gemacht werden können. Hierbei ist insbesondere der Begriff der lokalen Martingale von Bedeutung, die eine wichtige Rolle in der stochastischen Analysis spielen.

## Gestoppte Prozesse
Sei {\displaystyle X=(X_{t})_{t\in T}} ein stochastischer Prozess auf einem filtrierten Wahrscheinlichkeitsraum {\displaystyle (\Omega ,{\mathcal {A}},({\mathcal {F}})_{t\in T},P)}, wobei {\displaystyle T=\mathbb {N} _{0}} oder {\displaystyle T=\mathbb {R} _{0}^{+}} ist. Ist {\displaystyle \tau }
eine beliebige Stoppzeit bezüglich der Filtrierung, so bezeichnet man den Prozess
{\displaystyle X^{\tau }=(X_{t}^{\tau })_{t\in T}\quad {\text{mit}}\quad X_{t}^{\tau }(\omega ):=X_{\min(\tau (\omega ),t)}(\omega ),\quad \omega \in \Omega }
als bei {\displaystyle \tau } gestoppten Prozess. Der Prozess {\displaystyle X^{\tau }} stimmt also bis zum Zeitpunkt {\displaystyle \tau } mit dem Prozess {\displaystyle X} überein, bleibt aber danach bei seinem aktuellen Wert stehen und ändert seinen Zustand nicht mehr.

## Lokalisierung von Prozessklassen
Sei nun {\displaystyle {\mathcal {C}}} eine Menge von Prozessen mit derselben Indexmenge {\displaystyle T}, etwa die Menge aller Martingale oder aller Lévy-Prozesse. Ein Prozess {\displaystyle X} heißt lokal von der Klasse {\displaystyle {\mathcal {C}}}, falls es eine Folge {\displaystyle (\tau _{i}),\;i\in \mathbb {N} } von Stoppzeiten gibt, die die folgenden beiden Eigenschaften erfüllt:
- Es gilt {\displaystyle \tau _{i}\to \infty } fast sicher für {\displaystyle i\to \infty }, d. h. für fast alle {\displaystyle \omega \in \Omega } divergiert die (deterministische) Folge {\displaystyle \tau _{1}(\omega ),\;\tau _{2}(\omega )\ldots } gegen plus unendlich.
- Für alle {\displaystyle i\in \mathbb {N} } liegt der gestoppte Prozess {\displaystyle X^{\tau _{i}}} in {\displaystyle {\mathcal {C}}}.

Die Lokalisierung {\displaystyle {\mathcal {C}}_{\mathrm {loc} }} der Menge {\displaystyle {\mathcal {C}}} wird nun definiert als Klasse aller Prozesse, die lokal von der Klasse {\displaystyle {\mathcal {C}}} sind. Eine zu einem lokalen Prozess {\displaystyle X} gehörige (aber nicht eindeutige!) Folge von Stoppzeiten mit den obigen Eigenschaften wird auch als lokalisierende Folge von {\displaystyle X} bezeichnet.

## Eigenschaften
Die Abbildung {\displaystyle {\mathcal {C}}\mapsto {\mathcal {C}}_{\mathrm {loc} }} ist kein Hüllenoperator: Es gilt zwar stets {\displaystyle {\mathcal {C}}\subseteq {\mathcal {C}}_{\mathrm {loc} }} (zu jedem Prozess {\displaystyle X\in {\mathcal {C}}} kann als lokalisierende Folge die konstante Folge {\displaystyle \tau _{n}:=\infty } f.s. gewählt werden), und auch die Bedingung {\displaystyle {\mathcal {C}}\subseteq {\mathcal {D}}\Rightarrow {\mathcal {C}}_{\mathrm {loc} }\subseteq {\mathcal {D}}_{\mathrm {loc} }} gilt, jedoch gilt im Allgemeinen nicht {\displaystyle ({\mathcal {C}}_{\mathrm {loc} })_{\mathrm {loc} }={\mathcal {C}}_{\mathrm {loc} }}, die Abbildung ist also nicht idempotent.
Zu einem Hüllenoperator wird die Abbildung erst, wenn man sich auf Mengen von Prozessen beschränkt, die stabil unter Stoppen sind: Eine Menge {\displaystyle {\mathcal {C}}} von stochastischen Prozessen heißt stabil unter Stoppen, wenn für alle {\displaystyle X\in {\mathcal {C}}} und alle Stoppzeiten {\displaystyle \tau } gilt: {\displaystyle X^{\tau }\in {\mathcal {C}}}. Dann gilt obige Idempotenz sowie zusätzlich die Eigenschaft {\displaystyle ({\mathcal {C}}\cap {\mathcal {D}})_{\mathrm {loc} }={\mathcal {C}}_{\mathrm {loc} }\cap {\mathcal {D}}_{\mathrm {loc} }}